# Aqua Mania Remix
Albums de Aqua
Aquarium
(1997) Bubble Mix
(1998)
Aqua Mania Remix est un album de remixes des singles issus de l'album Aquarium du groupe Aqua qui contient aussi un titre inédit Didn't I. Édité en 1998, il possède de nombreuses versions différentes suivant les pays où il est sorti. Les pistes de l'album ci-dessous concernent la version standard de l'album et sa réédition en 2002.

## Pistes de l'album
1. Roses Are Red (Disco 70's Mix) - 3:17
2. Roses Are Red (Club Version) - 7:00
3. My Oh My (Spyke, Clyde'n'Eightball Club Mix) - 5:03
4. My Oh My (Disco 70's Mix) - 3:23
5. Barbie Girl (Perky Park Club Mix) - 6:13
6. Barbie Girl (Dirty Rotten Scoundrel Clinical 12’’ Mix) - 8:40
7. Doctor Jones (Metro 7’’ Edit) - 3:36
8. Doctor Jones (Antiloop Club Mix) - 10:00
9. Lollipop (Candyman) (Extended Version) - 5:24
10. Lollipop (Candyman) (Antiloop Club Mix) - 9:52
11. Turn Back Time (Love to Infinity's Classic Radio Mix) - 3:20
12. Didn't I

## Réédition 2002
1. Roses Are Red (Club Version) - 7:02
2. Roses Are Red (Disco '70 Mix) - 3:17
3. My Oh My (Spike, Clyde 'n' Eightball Club Mix) - 5:03
4. My Oh My (Disco 70' Mix) - 3:25
5. Barbie Girl (Extended Version)	 - 5:15
6. Barbie Girl (Perky Park Club Mix) - 6:15
7. Barbie Girl (Dirty Rotten Schoundrel Clinical 12 - Mix) - 8:40
8. Doctor Jones (Adrenalin Club Mix) - 6:26
9. Doctor Jones (Antiloop Club Mix) - 10:00
10. Lollipop (Candyman) (Extended Version) - 5:27
11. Lollipop (Candyman) (Razor N Go Lick It Mix) - 12:21
12. Turn Back Time (Love To Infinity's Classic Radio Mix) - 3:20